# Predrag Štromar
Predrag Štromar (ur. 13 stycznia 1969 w Varaždinie) – chorwacki polityk, ekonomista i samorządowiec, prefekt żupanii varażdińskiej (2009–2017), od 2017 do 2020 wicepremier i minister.

## Życiorys
Szkołę średnią ukończył w 1987 w swoim rodzinnym mieście. W 1993 został absolwentem ekonomii na Uniwersytecie w Zagrzebiu, kształcił się później w zakresie rachunkowości i finansów. Od 1993 pracował w kompanii Prehrana, dochodząc do stanowisk dyrektorskich. Od 2002 zatrudniony w koncernie paliwowym INA jako dyrektor centrum biznesowego w Varaždinie. Od 2006 do 2009 kierował chorwackim związkiem kolarskim.
W 1991 dołączył do Chorwackiej Partii Ludowej (HNS). Od 2005 zajmował stanowisko zastępcy prefekta, a w 2009 stanął na czele administracji żupanii varażdińskiej. Urząd ten sprawował do 2017, przegrywając wówczas z Radimirem Čačiciem.
W międzyczasie został wiceprzewodniczącym swojego ugrupowania. W czerwcu 2017, po dymisji Ivana Vrdoljaka, objął obowiązki przewodniczącego HNS, które wykonywał do grudnia tegoż roku. Dokończył wówczas rozmowy koalicyjne z Chorwacką Wspólnotą Demokratyczną, obejmując w tym samym miesiącu urzędy wicepremiera oraz ministra budownictwa i zagospodarowania przestrzennego w rządzie Andreja Plenkovicia.
W maju 2020 wybrany na przewodniczącego ludowców. W wyborach w tym samym roku jako jedyny przedstawiciel HNS-LD uzyskał mandat posła do Zgromadzenia Chorwackiego. W lipcu 2020 zakończył pełnienie funkcji rządowych, a w grudniu tegoż roku na funkcji przewodniczącego partii zastąpił go Stjepan Čuraj. W 2024 z powodzeniem ubiegał się o poselską reelekcję z ramienia koalicji skupionej wokół HDZ.